# Departamento Tarija
Das Departamento Tarija liegt im Süden Boliviens an der Grenze zu Argentinien und Paraguay. Innerhalb Boliviens grenzt es im Norden an Chuquisaca und im Westen an Potosí.

## Geographie
Das Gebiet wird wegen des überwiegend milden Klimas, der fruchtbaren Täler, der ausgedehnten Ebenen, der Flüssen mit kristallklarem Wasser und der fröhlichen und aufgeschlossenen Bevölkerung oft als Andalusien Boliviens bezeichnet.
Obwohl Tarija flächenmäßig relativ klein ist, umfasst das Departamento bis auf die Tropen alle wesentlichen Landschaften und Klimazonen des Landes. Im Westen ziehen sich die Kordilleren der Anden mit Ausläufern des Altiplano durch, einschließlich des Naturreservats Sama, in dessen Umgebung sich namenlose Berggipfel auf 4500 bis 4650 m Höhe befinden. Im Osten liegen die Tiefebenen des Gran Chaco. Dazwischen befindet sich in einem großen Tal am Ostabhang der Kordilleren das fruchtbare Valle Central de Tarija mit der Hauptstadt. Östlich davon ziehen sich etwa zehn bewaldete Höhenzüge des bolivianischen Berglands östlich der Anden in Nord-Süd-Richtung durch und bilden einen fast undurchdringlichen Riegel für den Ost-West-Verkehr. Beim Übergang von Bergland und Gran Chaco sowie im Grenzbereich zum Departamento Chuquisaca werden reiche Erdgasvorkommen gefördert.

## Bevölkerung
Die Einwohnerzahl des Departamento Tarija ist zwischen 1950 und 2024 auf mehr als das Fünffache angestiegen:
| Jahr | Einwohner | Quelle       |
| ---- | --------- | ------------ |
| 1950 | 103.441   | Volkszählung |
| 1976 | 187.204   | Volkszählung |
| 1992 | 291.407   | Volkszählung |
| 2001 | 391.226   | Volkszählung |
| 2012 | 482.196   | Volkszählung |
| 2024 | 534.348   | Volkszählung |

Über zwanzig indigene Volksgruppen mit einer Größe zwischen 20 und 1.500 Mitgliedern siedeln in der Region. Die größte Gruppe sind die Guaraní. Die Hauptstadt des Departamentos ist die Stadt Tarija im zentralen westlichen Teil des Departamentos mit 214.304 Einwohnern (Fortschreibung 2010). Die alteingesessenen Tarijeños, insbesondere die Landbevölkerung im vergleichsweise dicht besiedelten Valle Central im Umfeld der Hauptstadt einschließlich Padcaya, bezeichnen sich selbst als Chapacos und Chapacas. Sie sind als Nachfahren von Europäern (vor allem andalusische Kolonisatoren) und der zur Zeit der Kolonialisierung in der Region lebenden Ethnien wie der Tomatas, Churumatas, Chichas sowie der Guaraní sprechenden Chiriguanos überwiegend relativ hellhäutige Mestizen, die alle Spanisch sprechen und überwiegend katholisch sind. Über die Jahrzehnte haben Zuwanderergruppen aus Argentinien, dem arabisch-türkischen Raum (pauschal Turcos genannt), Kroatien und dem deutschsprachigen Raum weitere Facetten hinzugefügt. Die sich stetig weiterentwickelnde Chapaco-Kultur wird in ihrer Außenwirkung häufig als repräsentativ für das gesamte Departamento angesehen. Die indigenen Völker bilden nur eine Minderheit der Bevölkerung. Allerdings führt der seit Jahren starke Zuzug aus hochländischen Departamentos wie Potosí und Chuquisaca zu einer Stärkung von Einwohnergruppen mit indigener Identität, vor allem in der Hauptstadt. Das dünn besiedelte westliche Hochland wird darüber hinaus überwiegend von Menschen bewohnt, die den Quechua zuzuordnen sind, während im schwer zugänglichen Bergland der Voranden unter anderem kleine Guaraní-Siedlungen verteilt sind. Ähnlich isoliert sind die Mennoniten-Siedlungen dieser Region. Die traditionellen Bewohner der im Osten an Paraguay grenzenden Chaco-Region nennen sich Chaqueños und pflegen eine eigene Tiefland-Kultur, die sie mit den Nachbarregionen in Nord-Argentinien und Paraguay teilen.
Für 93 % der Bevölkerung ist Spanisch die primäre Sprache, für 5 % Quechua (Volkszählung 2012).

## Provinzen
Das Department wird in sechs Provinzen unterteilt, die z. T. nach berühmten Personen benannt wurden:
| INE-Nr. | Provinz                   | Fläche (in km²) | Einwohner 1992 (Volkszählung) | Einwohner 2001 (Volkszählung) | Einwohner 2012 (Volkszählung) | Einwohner 2024 (Volkszählung) |
| ------- | ------------------------- | --------------- | ----------------------------- | ----------------------------- | ----------------------------- | ----------------------------- |
| 06-01   | Provinz Cercado           | 2.047 km²       | 108.241                       | 153.457                       | 205.375                       | 238.942                       |
| 06-02   | Provinz Aniceto Arce      | 4.943 km²       | 44.713                        | 52.570                        | 53.186                        | 54.750                        |
| 06-03   | Provinz Gran Chaco        | 17.428 km²      | 74.612                        | 116.318                       | 147.478                       | 159.237                       |
| 06-04   | Provinz José María Avilés | 2.637 km²       | 16.210                        | 17.504                        | 20.271                        | 20.717                        |
| 06-05   | Provinz Eustaquio Méndez  | 4.060 km²       | 29.868                        | 32.038                        | 35.217                        | 39.856                        |
| 06-06   | Provinz Burnet O’Connor   | 6.104 km²       | 17.763                        | 19.339                        | 21.991                        | 20.846                        |

## Größte Städte
| Stadt       | Einwohner 2001 (Volkszählung) | Einwohner 2010 (Fortschreibung) |
| ----------- | ----------------------------- | ------------------------------- |
| Tarija      | 135.478                       | 214.304                         |
| Yacuiba     | 64.698                        | 91.077                          |
| Bermejo     | 26.133                        | 33.825                          |
| Villamontes | 16.214                        | 24.809                          |

## Politik
Gesamtergebnis im Departamento Tarija bei den Regionalwahlen vom 4. April 2010:
| Wahl- berechtigte |  | Wahl- beteiligung | gültige Stimmen |  | CC     | MAS-IPSP | PAN    |
| ----------------- |  | ----------------- | --------------- |  | ------ | -------- | ------ |
| 264.747           |  | 225.050           | 199.649         |  | 97.726 | 88.014   | 13.909 |
|                   |  | 85,0 %            | 88,7 %          |  | 48,9 % | 44,1 %   | 7,0 %  |

Gesamtergebnis im Departamento Tarija bei den Regionalwahlen (elecciones de autoridades políticas) vom 7. März 2021:
| Wahl- berechtigte |  | Wahl- beteiligung | gültige Stimmen |  | MAS-IPSP | UNIDOS POR TARIJA | COMUNIDAD DE TODOS | ISA    | MTS    | TPT    | FPV    |
| ----------------- |  | ----------------- | --------------- |  | -------- | ----------------- | ------------------ | ------ | ------ | ------ | ------ |
| 381.025           |  | 318.800           | 291.815         |  | 111.391  | 111.033           | 52.684             | 6.636  | 5.637  | 2.780  | 1.654  |
|                   |  | 83,67 %           | 91,54 %         |  | 38,17 %  | 38,05 %           | 18,05 %            | 2,27 % | 1,93 % | 0,95 % | 0,57 % |

## Landwirtschaft
Die auf knapp 2000 m Höhe im Valle Central de Tarija angepflanzten Reben bringen einen vollmundigen Wein hervor, der auch jenseits der bolivianischen Grenzen bekannt ist. Durch den Río Guadalquivir und den Río Pilcomayo gehört die Region zu den bedeutendsten Fischlieferanten des Landes. Daneben produzieren dort überwiegend Kleinbetriebe landwirtschaftliche Produkte aller Art, darunter Kartoffeln, Mais, Erdnüsse, Zwiebeln, Karotten, Tomaten, Quitten, Feigen, Orangen, Petersilie und Oregano sowie Alfalfa für das Vieh. Großbetriebe in der subtropischen Region bei Bermejo produzieren Zuckerrohr.

## Tourismus
Da Tarija aus mehreren Richtungen schwer zugänglich ist und nicht auf den touristischen Hauptachsen Boliviens liegt, ist der Fremdenverkehr trotz der landschaftlichen Schönheit und des angenehmen Klimas noch relativ schwach entwickelt. Aus Nord-Argentinien und dem Landesinneren kommen Besucher, um in einer der zahlreichen Bodegas mit Live-Musik einen fröhlichen Tag zu verbringen. Einige ausländische Besucher nutzen die Hauptstadt als gemütlichen Ausgangspunkt für Ausflüge zum Salar de Uyuni und anderen Attraktionen in der weiteren Umgebung. Die im Jahr 2015 neugewählte Regierung des Departamentos hat sich allerdings auf die Fahnen geschrieben, das touristische Potenzial besser auszunutzen und gezielt zu investieren.
Neben der vielfältigen Landesnatur, die für Wanderer, Bergsteiger und Vogelbeobachter ausgezeichnete Fotomotive bietet, und der einfachen aber sehr schmackhaften Küche lockt Tarija vor allem mit seinem ganzjährigen Veranstaltungskalender, der gut mit thematischen Jahrmärkten (Ferias), religiösen Traditionen und Musikveranstaltungen gefüllt ist. Zu nennen sind hier das Wein-Festival Vendimia Chapaca im Valle de Concepción, der fröhliche Karneval von Tarija und die Umzüge der Comadres und Compadres sowie der Chunchos de San Roque. Großen Zulauf findet auch jedes Jahr die Pilgerreise nach Chaguaya. Die Stadt Tarija organisiert jedes Jahr im April ein umfangreiches internationales Kulturprogramm.
Tomatitas ist ein vor allem an Wochenenden ein gerne besuchter Ausflugsort in unmittelbarer Umgebung der Stadt Tarija. Neben der Möglichkeit, in den hier zusammenfließenden Flüssen Río Nuevo Guadalquivir und Río Erquis zu baden, gibt es viele Gaststätten mit lokalen Spezialitäten und teilweise Live-Musik. Sehenswert ist auch der leicht erreichbare und schön gelegene Stausee Lago San Jacinto.
Villamontes ist Veranstaltungsort des Internationalen Fischfestivals. Hier ist Fischen eine beliebte Freizeitbeschäftigung. Der Sport darf aber nur mit Angelhaken betrieben werden.
Weiter nördlich in der Provinz Mendez befindet sich der 40 m hohe Wasserfall Chorros de Jurina. Aus ihm gehen die beiden Flussläufe Chorro Blanco und Chorro Negro hervor, die eine schöne Landschaft durchfließen. In San Lorenzo wurde der Nationheld Don Eustaquio „Moto“ Méndez geboren. Das Museum Casa del Moto Méndez ist nach ihm benannt. In seinem Inneren werden Gegenstände aus dem persönlichen Besitz des Freiheitskämpfers und die damals verwendeten Waffen aufbewahrt. Die Kirche in San Francisco stammt aus dem Jahr 1709 und besitzt noch die ursprüngliche Architektur. Zum Sonnenbaden und Schwimmen lädt die kleine Lagune von Coimata mit ihrem klaren Quellwasser ein. Sie werden von kleinen Wasserfällen gebildet, die aus weitgehend unberührter Natur der Cordillera de Sama gespeist werden.
Vorzeitliche Felsmalereien befinden sich in den Höhlen von Padcaya, in deren Umgebung auch die Chancen am besten stehen, Kondore zu sichten. Die noch weiter südlich an der Grenze zu Argentinien gelegene tropische Rohrzucker-Stadt Bermejo ist bekannt für seine Jagd- und Angelmöglichkeiten. In diesem Ort findet auch das Festival Internacional del Lapacho statt.